# Alessandro Rostagno
Alessandro Rostagno (Torino, 5 marzo 1966) è un giornalista e personaggio televisivo italiano.

## Biografia
Comincia a scrivere nella redazione torinese di La Repubblica, diventando in seguito critico televisivo, prima sulla carta stampata poi in televisione. Intraprende la carriera televisiva con Paolo Limiti in Ci vediamo in TV su Rai 1. È ospite di numerose trasmissioni televisive come L'Italia sul 2, Domenica In, L'isola dei famosi, Ciao Darwin, Omnibus, Grimilde, Verissimo, Indice di gradimento, Buona Domenica, La fattoria, nel talent show di Rai 2 X Factor - Il Processo come giurato e nella trasmissione di Rai 1 Festa italiana come opinionista.
Nel 2008 partecipa come concorrente al reality show Uomo e gentiluomo, condotto da Milly Carlucci su Rai 1, ma andato in onda solo per una puntata a causa dei bassi ascolti. Nel 2009 conduce insieme con Lucilla Agosti Scalo 76 "Talent" su Rai 2, trasmissione dapprima programmata tutti i giorni e dopo poco tempo ridotta al solo sabato pomeriggio per "insufficiente livello di ascolto raggiunto".

## Televisione
- Festa italiana (Rai Uno), opinionista.
- X Factor - Il Processo (Rai 2), giurato.
- Uomo e gentiluomo - reality show, (2008), (Rai Uno), concorrente.
- Scalo 76 - "Talent", (2009), (Rai 2), conduttore.